# Kolloquialismus
Als Kolloquialismus bezeichnet man in der Sprachwissenschaft einen umgangssprachlichen Ausdruck. In der literarischen Analyse wird ein Begriff als Kolloquialismus bezeichnet, der in einem geschriebenen Text verwendet wird, obwohl er eigentlich nur in der mündlichen Kommunikation gebräuchlich ist. Kolloquialismen sind vor allem in dramatischen und essayistischen Texten üblich.

## Beispiele
Kolloquialismen in geschriebenen Texten sind etwa Kraftausdrücke oder Worte wie „geil“, „deluxe“ oder „pfundig“, Krudismen wie „ey“ oder „boah“ oder mundartliche Begriffe wie „schnieke“, „töfte“ oder „paffen“.
- „Knacken“ für das Öffnen eines Schlosses ohne Schlüssel oder die Entzifferung eines verschlüsselten Textes
- „Glühbirne“ für Glühlampe